# Râul Slatina, Cerna
Râul Slatina este un curs de apă, afluent al râului Cerna. 

## Hărți
- Harta județului Caraș-Severin